# کری مکاو
کری مکاو (انگلیسی: Craig McCaw؛ زادهٔ ۱۱ اوت ۱۹۴۹) یک کارآفرین اهل ایالات متحده آمریکا و پیشگام در صنعت تلفن همراه است.